# Kasmírszarvas
A kasmírszarvas (Cervus canadensis hanglu) az emlősök (Mammalia) osztályának párosujjú patások (Artiodactyla) rendjébe, ezen belül a szarvasfélék (Cervidae) családjába tartozó vapiti (Cervus canadensis) egyik közép-ázsiai alfaja. Olykor külön fajba sorolják a többi közép-ázsiai gímszarvassal együtt.
Korábban a gímszarvas (Cervus elaphus) alfajának vélték, de mivel igen hasonlít a tibeti vapitira (Cervus canadensis wallichii) a kasmírszarvast áthelyezték a vapiti nevű szarvasfajba.

## Előfordulása
A kasmírszarvas India és Pakisztán határán levő Kasmírban honos. A Dachigam Nemzeti Parkban 3035 méter magasságig megtalálható. A kasmírszarvas még előfordul a Himácsal Prades-i Chambában is. Kasmír címerállata.

## Megjelenése
A kasmírszarvasnak világos a tükre. A farok a tükör fölött ül. Bundája barna. A lábak belső fele szürkésfehér, a combésznél fehér csík húzódik. A farok felső része fekete. Az agancs főágán öt kis ág van. A felső kis ágak erősen kifelé hajolnak, míg az alsó kis ágak csokrosan ülnek.

## Életmódja
Az állat 2-18 fős csapatokban él. A folyómelléki erdőket kedveli, fent a magas hegyek völgyeiben.

## Védelmi intézkedések
Ez a vapitifaj a 20. század elején 5000 állatból állt. Sajnos élőhelyeinek tönkretevése, a háziállatokkal végzett túllegeltetés és az orvvadászat súlyosan veszélyezteti a kasmírszarvast. 1970-ben már csak 150 állat élt. De Kasmír, a Természetvédelmi Világszövetség (IUCN) és a WWF (Természetvédelmi Világalap) megmentési programot indított, hogy megmentsék a kasmírszarvast a teljes kihalástól. A program neve „Project Hangul” lett (a hangul szó kasmírszarvast jelent a helybéli nyelven). A program sikerrel járt, mivel 1980-ban az állatok száma 340-re nőtt.
A kasmírszarvas a tibeti vapiti mellett, a másik vapitifaj, amely az indiai szubkontinensen található meg. Az állat utolsó menedékhelye a 141 négyzetkilométeres Dachigam Nemzeti Park, amely Szrinagar város melletti Zabarwan-hegységet foglalja magába. Kasmírban 11 és 16 pontos agancsosok is vannak. Az 1940-es években 3000-5000 állat élt. A 2008-as évi szarvasszámláláskor körülbelül 160 állatot találtak ebből az alfajból. Szaporításukat fogságban próbálják nővelni. A 2009. márciusi szarvasszámláláskor 175 állatot találtak ebből az alfajból.